# KBO 리그 세이브 관련 기록

## 통산 기록

### 개인 통산 최다 세이브 순위
- 10위 이후의 기록 /기록 추이 /연도별 통산 순위는 한국 프로 야구 투수 통산 세이브 관련 기록 항목 참조.

| 순위 | 세이브 수 | 선수   | 소속                            | 기간          | 시즌 수 | 통산 경기수 | 주석 및 기타                      |
| ---- | --------- | ------ | ------------------------------- | ------------- | ------- | ----------- | --------------------------------- |
| 1    | 427       | 오승환 | 삼성                            | 2005 - 2024년 | 9시즌   | 726경기     | 세계 최연소, 최소경기 최다 세이브 |
| 2    | 271       | 손승락 | 현대 - 넥센 - 롯데              | 2005 - 2019년 | 10시즌  | 601경기     |                                   |
| 3    | 258       | 임창용 | 해태 - 삼성 - KIA               | 1995 - 2018년 | 16시즌  | 760경기     |                                   |
| 4    | 227       | 김용수 | MBC - LG                        | 1985 - 2000년 | 16시즌  | 613경기     |                                   |
| 5    | 214       | 구대성 | 빙그레 (한화)                   | 1993 - 2010년 | 13시즌  | 569경기     |                                   |
| 6    | 197       | 정우람 | SK - 한화                       | 2004 - 2024년 | 21시즌  | 1005경기    |                                   |
| 7    | 191       | 진필중 | OB - 두산 - KIA - LG - 우리     | 1995 - 2006년 | 12시즌  | 510경기     |                                   |
| 8    | 185       | 김재윤 | kt - 삼성                       | 2015 - 2025년 | 11시즌  | 559경기     |                                   |
| 9    | 173       | 이용찬 | 두산 - NC                       | 2008 - 2025년 | 17시즌  | 560경기     |                                   |
| 10   | 153       | 조규제 | 쌍방울 - 현대 - SK - 현대 - KIA | 1991 - 2005년 | 15시즌  | 508경기     |                                   |

## 시즌 기록

### 한 시즌 개인 최다 세이브 순위
- 2013-14 스토브리그 기준

| 순위 | 기록 | 선수   | 팀     | 연도 | 출장 경기수 | 평균자책점 |
| 1    | 47개 | 오승환 | 삼성   | 2006 | 63경기      | 1.59       |
| 1    | 47개 | 오승환 | 삼성   | 2011 | 54경기      | 0.63       |
| 3    | 46개 | 손승락 | 넥센   | 2013 | 57경기      | 2.30       |
| 4    | 42개 | 진필중 | 두산   | 2000 | 59경기      | 2.34       |
| 4    | 42개 | 서진용 | SSG    | 2023 | 69경기      | 2.58       |
| 5    | 40개 | 정명원 | 태평양 | 1994 | 50경기      | 1.36       |
| 5    | 40개 | 오승환 | 삼성   | 2007 | 60경기      | 1.40       |
| 7    | 39개 | 위재영 | 현대   | 2000 | 54경기      | 2.09       |
| 7    | 39개 | 오승환 | 삼성   | 2008 | 57경기      | 1.40       |
| 9    | 38개 | 임창용 | 삼성   | 1999 | 71경기      | 2.14       |
| 9    | 38개 | 박준수 | 현대   | 2006 | 61경기      | 1.82       |
| 9    | 38개 | 정재훈 | 두산   | 2006 | 53경기      | 1.33       |
| 9    | 38개 | 봉중근 | LG     | 2013 | 55경기      | 1.33       |

### 개인 한 시즌 최다 세이브 기록 추이
|   | 기록 | 연도   | 선수   | 소속   | 경기수                                                            | 승패      | 평균 자책 | 주석 및 기타     |
| 1 | 11개 | 1982년 | 황규봉 | 삼성   | 47경기                                                            | 15승 11패 | 2.47      |                  |
| 2 | 14개 | 1983년 | 황태환 | OB     | 39경기                                                            | 6승 6패   | 2.65      | *                |
| 3 | 25개 | 1984년 | 윤석환 | OB     | 57경기                                                            | 12승 8패  | 2.84      |                  |
| 3 | 25개 | 1984년 | 윤석환 | OB     | * 7월 13일 잠실 해태 전에서 시즌 15세이브 달성                    |           |           |                  |
| 4 | 26개 | 1985년 | 권영호 | 삼성   | 54경기                                                            | 6승 6패   | 3.50      |                  |
| 4 | 26개 | 1985년 | 권영호 | 삼성   | * 8월 27일 대구 MBC 전에서 시즌 26세이브 달성                     |           |           |                  |
| 5 | 27개 | 1990년 | 송진우 | 빙그레 | 50경기                                                            | 11승 7패  | 1.82      |                  |
| 5 | 27개 | 1990년 | 송진우 | 빙그레 | * 9월 23일 대전 삼성 전에서 시즌 27세이브 달성                    |           |           |                  |
| 6 | 31개 | 1993년 | 선동열 | 해태   | 49경기                                                            | 10승 3패  | 0.78      |                  |
| 6 | 31개 | 1993년 | 선동열 | 해태   | * 8월 22일 수원 태평양 전(연속 경기 1차전)에서 시즌 28세이브 달성 |           |           |                  |
| 7 | 40개 | 1994년 | 정명원 | 태평양 | 50경기                                                            | 4승 2패   | 1.36      |                  |
| 7 | 40개 | 1994년 | 정명원 | 태평양 | * 8월 9일 인천 쌍방울 전에서 시즌 32세이브 달성                   |           |           |                  |
| 8 | 42개 | 2000년 | 진필중 | OB     | 59경기                                                            | 5승 5패   | 2.34      |                  |
| 8 | 42개 | 2000년 | 진필중 | OB     | * 9월 30일 잠실 삼성 전 더블헤더 2차전에서 시즌 41세이브 달성     |           |           |                  |
| 9 | 47개 | 2006년 | 오승환 | 삼성   | 63경기                                                            | 4승 3패   | 1.59      | 아시아 최고 기록 |
| 9 | 47개 | 2006년 | 오승환 | 삼성   | * 9월 20일 대구 한화 더블헤더 2차전에서 시즌 43세이브 달성        |           |           |                  |

## 연속 기록

### 최다 연속 경기 세이브 기록 추이
| 기록   | 선수   | 소속   | 날짜 | 구장 | 상대팀 | 경기 결과 | 연속 경기 시작              | 주석 및 기타                                                                             |
| 9경기  | 조규제 | 쌍방울 | 1991. 06. 16 | 전주 | LG     | 3 - 12    |                             | [ 6 ]                                                                                    |
| 11경기 | 선동열 | 해태   | 1993. 04. 15 | 인천 | 태평양 | 2 - 0     | 1992. 7. 7 광주 빙그레 전   | 9회말 등판 3자범퇴.                                                                      |
| 11경기 | 선동열 | 해태   | * 1992년 4월 13일 인천 태평양 전 9회말 무사 상황 구원 등판 10 연속 세이브 기록 |      |        |           |                             |                                                                                          |
| 13경기 | 진필중 | 두산   | 2000. 07. 09 | 잠실 | SK     | 2 - 4     | 6월 3일 잠실 삼성 전 -      | [ 7 ]                                                                                    |
| 13경기 | 진필중 | 두산   | * 6월 30일 잠실 롯데 전에서 3 - 0으로 앞선 9회 무사 상황에서 구원 등판. 3안타 2실점 후 박현승을 뜬공으로 잡아 12 연속 세이브 기록 |      |        |           |                             |                                                                                          |
| 15경기 | 정재훈 | 두산   | 2006. 07. 02 | 사직 | 롯데   | 11 - 8    | 5월19일 잠실 한화 전 -      | 11-8로 쫓긴 9회 1사 2루에서 마운드에 올라 두 타자를 범타로 처리.                         |
| 15경기 | 정재훈 | 두산   | * 6월 28일 잠실 삼성 전에서 5 - 7로 앞선 8회 등판해 1과 3분의 1이닝을 무실점으로 막아 14경기 연속 세이브 기록 |      |        |           |                             |                                                                                          |
| 28경기 | 오승환 | 삼성   | 2012. 04. 22 | 청주 | 한화   | 1 - 2     | 2011년 7월 5일 문학 SK 전 - | 5-4로 앞선 8회말 2사 후 6번째 투수로 구원 등판 1⅓이닝을 탈삼진 1개 포함 무실점으로 막음. |
| 28경기 | 오승환 | 삼성   | * 2011년 8월 27일 잠실 두산 전에서 2-1로 앞선 11회말 등판해 1이닝 무실점으로 구원에 성공하며 16경기 연속 세이브 기록. (시즌 38세이브째) 2012년 4월 24일 대구 롯데 전에서 2 - 0으로 앞선 9회 초에 등판 6실점을 허용 블론 세이브 기록. |      |        |           |                             |                                                                                          |

## 기타

### 최고령 세이브 기록 추이
| 나이             | 선수   | 소속 | 날짜         | 구장 | 상대팀 | 경기 결과    | 시즌 수 | 주석 및 기타                                    |
| 40세 4개월 18일  | 박철순 | OB   | 1996. 07. 30 | 잠실 | LG     | 4 - 6        |         | 9회초 1사 1,3루 등판, 두 타자 범타 처리         |
| 41세 3개월 15일  | 송진우 | 한화 | 2007. 05. 31 | 사직 | 롯데   | 2 - 5        |         | 9회말 등판. 무실점                              |
| 41세 3개월 27일  | 최향남 | KIA  | 2012. 07. 25 | 광주 | 넥센   | 1 - 3        |         | 9회 등판, 1이닝을 무실점으로 막음. 시즌 4세이브 |
|                  | 최향남 | KIA  |              |      |        | 시즌 5세이브 |         |                                                 |
| 41세 4개월 8일   | 최향남 | KIA  | 2012. 08. 05 | 잠실 | 두산   | 6 - 4        |         | 시즌 6세이브                                    |
|                  | 최향남 | KIA  |              |      |        | 시즌 7세이브 |         |                                                 |
| 41세 4개월 25일  | 최향남 | KIA  | 2012. 08. 22 | 광주 | LG     | 4 - 5        |         | 1이닝 무실점, 시즌 8세이브                      |
| 41세 5개월 9일   | 최향남 | KIA  | 2012. 09. 06 | 광주 | SK     | 0 - 2        |         | 1이닝 무안타 무실점, 시즌 9세이브               |
| 41세 10개월 27일 | 최영필 | KIA  | 2016. 04. 09 | 수원 | kt     | 6 - 3        |         | 9회말 1이닝 1피안타 무사사구 무실점             |